# Клуб МИИТ
Клуб МИИТ – здание, находящееся в районе Марьина Роща Северо-восточного административного округа города Москвы, расположенное по адресу Новосущевский пер., д. 6.

## История
Решение о создании дома культуры для студентов и работников транспортных высших учебных заведений было принято в 1920-е годы, и в 1937 году было построено здание клуба МИИТ. Здание находится в составе студенческого городка, занимающего в целом несколько кварталов и включающего, помимо клуба, также учебные корпуса, общежитие, административные и хозяйственные службы.

## Архитектура
Здание построено по проекту архитекторов С. Герольского и Л. Великовского, выполненного в авангардном стиле. Проект был предложен в 1920-е годы, однако строительство шло с перерывами и было завершено в середине 1930-х годов, а проект и интерьер претерпели некоторые изменения под влиянием перемен, произошедших в архитектурной моде .
Экстерьер выполнен в сдержанном и лаконичном стиле, в переулок эффектно открыт остекленный фасад. Контурируется остекленное фойе и угол здания, выполненные в виде цилиндра, врезанного в параллелепипед.
В здании несколько залов, включая большой концертный зал. Интерьер богато декорирован с применением лепнины и позолоты .